# Гардиновець
46°25′ пн. ш. 16°33′ сх. д. / 46.42° пн. ш. 16.55° сх. д.
Гардиновець (хорв. Gardinovec) — населений пункт у Хорватії, у Меджимурській жупанії у складі громади Белиця.

## Населення
Населення за даними перепису 2011 року становило 898 осіб.
Динаміка чисельності населення поселення:

## Клімат
Середня річна температура становить 10,32 °C, середня максимальна – 25,41 °C, а середня мінімальна – -6,94 °C. Середня річна кількість опадів – 794 мм.
| Клімат поселення                              | Клімат поселення | Клімат поселення | Клімат поселення | Клімат поселення | Клімат поселення | Клімат поселення | Клімат поселення | Клімат поселення | Клімат поселення | Клімат поселення | Клімат поселення | Клімат поселення | Клімат поселення |
| Показник                                      | Січ.             | Лют.             | Бер.             | Квіт.            | Трав.            | Черв.            | Лип.             | Серп.            | Вер.             | Жовт.            | Лист.            | Груд.            |                  |
| Середній максимум, °C                         | 5,74             | 7,85             | 12,47            | 17,05            | 22,49            | 25,41            | 24,39            | 23,67            | 19,53            | 14,30            | 8,40             | 4,60             |                  |
| Середня температура, °C                       | −0,61            | 1,50             | 6,14             | 10,69            | 16,16            | 19,08            | 20,40            | 19,67            | 15,52            | 10,30            | 4,40             | 0,59             |                  |
| Середній мінімум, °C                          | −6,94            | −4,8             | −0,21            | 4,36             | 9,81             | 12,73            | 16,40            | 15,67            | 11,51            | 6,30             | 0,40             | −3,41            |                  |
| Норма опадів, мм                              | 38               | 40               | 50               | 61               | 71               | 89               | 87               | 82               | 77               | 70               | 75               | 54               |                  |
| Середньомісячна швидкість вітру, м/с          | 2.10             | 2.30             | 2.70             | 2.70             | 2.50             | 2.20             | 2.12             | 1.90             | 1.90             | 2.00             | 2.10             | 2.10             |                  |
| Середньомісячна сонячна радіація, кДж/м²·день | 3993             | 6691             | 10558            | 14986            | 19118            | 20939            | 21414            | 18767            | 13835            | 8585             | 4409             | 3222             |                  |
| --------------------------------------------- | ---------------- | ---------------- | ---------------- | ---------------- | ---------------- | ---------------- | ---------------- | ---------------- | ---------------- | ---------------- | ---------------- | ---------------- | ---------------- |
| Джерело:                                      |                  |                  |                  |                  |                  |                  |                  |                  |                  |                  |                  |                  |                  |